# Benningen
Benningen là một đô thị ở huyện Unterallgäu bang Bayern, Đức.